# TTC (rapgroep)
TTC is een Franstalige viermansformatie die zich bezighoudt met hardcore rap en elektronische muziek. De groep werd opgericht door de rappers Tido Berman, Teki Latex en Cuizinier (de eerste letters van de voornamen van deze artiesten vormen de afkorting TTC), maar in de loop der jaren werden daar de diskjockey Orgasmic en de producers Para One en Tacteel aan toegevoegd. De groep werd eind jaren 1990 opgericht en staat bekend als experimenteerders.

## Discografie
- 2002 - Ceci n'est pas un Disque (Album)
- 2004 - Bâtards Sensibles (Album)
- 2007 - 3615 TTC (Album)